# CUS Milano Rugby
Il CUS Milano Rugby è un club italiano di rugby a 15 e sezione rugby del CUS Milano, il Centro Universitario Sportivo dell'Università degli Studi di Milano, fondata nel 1947 nella città di Milano.

## Storia
Nel 1947, con l'avvento del CUS Milano, nasce la sezione rugby del Centro Universitario Sportivo milanese.
Il club milita per quattro volte nella massima divisione del campionato italiano; le prime due stagioni disputate furono quelle 1967-68 e 1968-69, alle quali prese parte dopo aver inglobato al suo interno l'A.S. Rugby Milano ed acquisito il titolo sportivo. Dopo la retrocessione in serie B, riuscì a tornare in serie A nelle stagioni 1976-77 e 1978-79.
Alla fine degli anni novanta la squadra si fonde con il Chicken Club Rozzano, dando vita al Chicken CUS Milano. Dopo aver disputato l'ultimo campionato di serie B nel 2005-06, il CUS Milano cede il proprio titolo sportivo al Rugby Grande Milano, Società di cui è socio fondatore assieme ad altre squadre dell'hinterland milanese. A partire da questa data il CUS Milano Rugby continua ad operare a livello giovanile, diventando nel 2012 il club con il più alto numero di tesserati in Italia, come certificato dal Comitato Regionale Lombardo.
Nel 2011, in seguito alla partecipazione ai corsi di rugby di molti studenti di diverse università milanesi, in particolare del Politecnico di Milano, il presidente Sergio Vicinanza ufficializza l'iscrizione di una squadra seniores al campionato territoriale lombardo di serie C. La squadra prende il nome di CUS PoliMi Rugby, in quanto il Politecnico è main sponsor, ottenendo la sua prima partecipazione nella stagione 2011-12 con l'immediata promozione dal girone territoriale alla serie C2 interregionale.
La stagione 2013-14 è la prima stagione in cui la formazione femminile CUS PoliMi guidata dall'ex allenatore e giocatore del CUS Milano, Guillermo Di Cicca, prende parte alla Coppa Italia femminile di rugby a 7, dal 2019 la prima squadra femminile milita stabilmente in serie A. Dalla stagione di serie B 2014-15 torna a disputare stabilmente il campionato italiano, centrando la promozione in serie A nel 2017-18. Nel 2018-2019 la prima squadra maschile è retrocessa in serie B, ma nella stagione 2021-2022 è nuovamente promossa in Serie A.
Nella stagione 2022-2023, raggiunta la salvezza con la prima squadra maschile in Serie A, arriva in estate la notizia del ripescaggio della squadra cadetta dalla Serie C alla Serie B. A partire dalla stagione 2023-2024 il CUS Milano Rugby schiererà quindi la prima squadra nel campionato di Serie A maschile e la squadra cadetta nel campionato di Serie B maschile. 

## Cronologia
| Cronistoria del CUS Milano Rugby |
| --- |
| - 1947 · fondazione della sezione rugby del CUS Milano ... - 1966-67 · in serie B promozione in serie A - 1967-68 · 8ª in serie A - 1968-69 · 11ª in serie A retrocessione in serie B - 1969-70 · in serie B - 1970-71 · in serie B - 1971-72 · in serie B - 1972-73 · in serie B - 1973-74 · in serie B - 1974-75 · in serie B - 1975-76 · in serie B promozione in serie A - 1976-77 · 13ª in serie A retrocessione in serie B - 1977-78 · in serie B promozione in serie A - 1978-79 · 13ª in serie A retrocessione in serie B - 1979-80 · in serie B ... - 2000 · fusione con il Chicken Club Rozzano e denominazione di Chicken CUS Milano - 2000-01 · - 2001-02 · - 2002-03 · 7ª in serie B girone A - 2003-04 · 7ª in serie B girone A - 2004-05 · in serie B, play-off promozione - 2005-06 · 7ª in serie B girone A - 2006 · cede il titolo sportivo al Rugby Grande Milano. Continua l'attività a livello giovanile. - 2011 · viene ricostituita la prima squadra Iscrizione in serie C territoriale - 2011-12 · in serie C territoriale, play-off promozione promozione in serie C2 - 2012-13 · in serie C2, play-off promozione - 2013-14 · in serie C - 2014-15 · - 2015-16 · 7ª in serie B girone 1 - 2016-17 · 7ª in serie B girone 1 - 2017-18 · 1ª in Serie B girone 1 promozione in serie A - 2018-19 · 10ª in serie A girone 1 retrocessione in serie B - 2021-22 · 1ª in Serie B girone 1 promozione in serie A - 2022-23 · 4ª in serie A girone 1 promozione squadra cadetta in serie B |

## Giocatori e giocatrici di rilievo internazionale
- Brian Ashton
- Marco Bollesan
- Tommaso Jannelli
- Antonio Spagnoli
- Maria Magatti
- Alice Cassaghi